# لاز (لاوان)
لاز (بالفارسية: لز) هي قرية تقع في إيران في قسم لاوان الريفي. يقدر عدد سكانها بـ 890 نسمة .